# Østhusvik
Østhusvik is een plaats in de Noorse gemeente Stavanger, provincie Rogaland. Østhusvik telt 349 inwoners (2007) en heeft een oppervlakte van 0,36 km².